# Нова Тарнавщина
Нова́ Тарнавщина (до 2009 — Нова Тернавщина) — село в Україні, у Прилуцькому районі Чернігівської області. Населення становить 185 осіб. Входить до складу Сухополов'янської сільської громади.

## Історія
Найдавніше знаходження на мапах 1826-1840 років як Тарновськой (25 дворів).
У 1862 році на хуторі володарському Нововасильєвський (Нетяжин) було 50 дворів, де жило 276 осіб.
На мапі Шуберта 1869 року - хутір Нова Тарнавщина (59 дворів).
У 1911 році на хуторі Нововасильєвський (Нова Тернавщина) жило 576 осіб.
До 2019 року орган місцевого самоврядування — Нетяжинська сільська рада.

## Населення

### Мова
Розподіл населення за рідною мовою за даними перепису 2001 року:
| Мова            | Кількість | Відсоток |
| --------------- | --------- | -------- |
| українська      | 175       | 94.6%    |
| російська       | 5         | 2.7%     |
| інші/не вказали | 5         | 2.7%     |
| Усього          | 185       | 100%     |